# Kondrobo
Kondrobo est une localité du centre de la Côte d'Ivoire et appartenant au département de Béoumi, Région de la Vallée du Bandama. La localité de Kondrobo est un chef-lieu de commune.